# Francisco Macías Nguema
Francisco Macías Nguema (1 tháng 1 năm 1924 - 29 tháng 9 năm 1979) là Tổng thống đầu tiên của Guinea Xích Đạo, từ năm 1968 cho đến khi bị lật đổ vào năm 1979.

## Tiểu sử
Tên lúc sinh là Mez-m Ngueme, Macías Nguema là con của một pháp sư bị cáo buộc đã giết chết em trai của mình. Ông thuộc về nhóm dân tộc Fang lớn nhất nước này. Lúc là một cậu bé 9 tuổi, Nguema đã nhìn thấy cha của ông bị đâm bởi một viển quản lý thực dân Tây Ban Nha khi ông cố gắng tận dụng địa vị tộc trưởng của ông ta để đàm phán về mức lương cao hơn cho người của ông ta. Nguema bị mồ côi một tuần sau đó khi mẹ ông tự tử, để lại cậu bé và 10 anh chị em tự bào chữa cho mình.

## Sự nghiệp chính trị ban đầu
Nguema đã thất bại trong kỳ thi công chức ba lần. Tuy nhiên, cuối cùng ông ta đã trở thành thị trưởng của Mongomo dưới chính quyền thực dân Tây Ban Nha, và sau đó trở thành một nghị sĩ quốc hội. Năm 1964, ông được bổ nhiệm làm phó thủ tướng của chính phủ chuyển đổi tự trị. Ông đã chạy đua để trở thành một quốc gia độc lập chống lại Thủ tướng Bonifacio Ondó Edu trên nền tảng quốc gia mạnh mẽ vào năm 1968. Trong cuộc bầu cử tự do duy nhất được tổ chức tại đất nước này cho đến nay, ông đã đánh bại Ondó Edu trong cuộc chạy trốn và Đã tuyên thệ nhậm chức tổng thống vào ngày 12 tháng 10. Ondó Edu một thời gian ngắn lưu vong tại Gabon, và chính thức bị cáo buộc đã tự tử vào ngày 5 tháng 3 năm 1969 mặc dù đã có những báo cáo rằng Edu đã được thực hiện ngay sau khi ông trở lại với những cáo buộc ngụy tạo về kế hoạch đảo chính.